# Giulio Foresti
Giulio Foresti (ur. w 1888 roku w Bergamo, zm. w 1965 roku) – włoski kierowca wyścigowy.

## Kariera
W swojej karierze Foresti startował głównie w wyścigach Grand Prix oraz w wyścigach samochodów sportowych. W latach 1925-1926 Włoch pojawiał się w stawce 24-godzinnego wyścigu Le Mans. W pierwszym sezonie startów stanął na drugim stopniu podium w klasie 2, a w klasyfikacji generalnej uplasował się na piąŧej pozycji. Rok później odniósł zwycięstwo w klasie w, plasując się jednocześnie na czwartym miejscu w końcowej klasyfikacji kierowców. W pozostałych startach jego największym sukcesem jest zwycięstwo we włoskim wyścigu Targa Abruzzi w 1928 roku.